# 科索勒
科索勒（法語：Caussols，法語發音：[kosɔl]）是法国滨海阿尔卑斯省的一个市镇，位于该省西南部，属于格拉斯区。

## 地理
科索勒（43°44'29"N, 6°54'0"E）面积27.39 平方千米，位于法国普罗旺斯-阿尔卑斯-蓝色海岸大区滨海阿尔卑斯省，该省份为法国东南部沿海省份，南濒地中海，西南至瓦尔省，西北接上普罗旺斯阿尔卑斯省，北部和东部与意大利接壤。
与科索勒接壤的市镇（或旧市镇、城区）包括：昂东、卢河畔勒巴尔、锡皮耶尔、古尔东、圣瓦利耶德蒂耶。

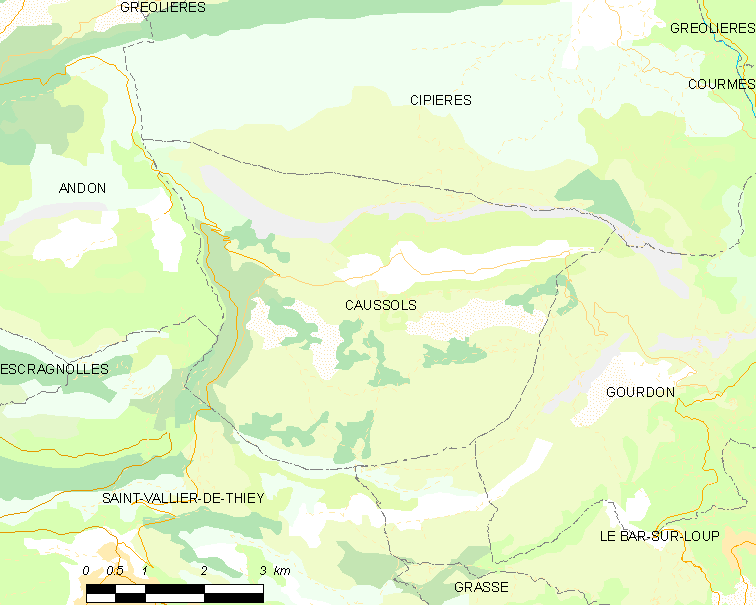
科索勒的OSM定位图

科索勒的时区为UTC+01:00、UTC+02:00（夏令时）。

## 行政
科索勒的邮政编码为06460，INSEE市镇编码为06037。

## 政治
科索勒所属的省级选区为瓦尔博讷县。

## 人口

1962-2008年间科索勒人口变化图示

科索勒于2022年1月1日时的人口数量为322人。